# Michel Tognini
Michel Ange-Charles Tognini (* 30. September 1949 in Vincennes, Frankreich) ist ein ehemaliger französischer Astronaut und ehemaliger Direktor des Europäischen Astronautenzentrums (EAC) in Köln.

## Biografie
Tognini erhielt 1970 einen akademischen Grad im Fachbereich Mathematik von der Militärschule in Grenoble. Nach seinem Abschluss an der französischen Luftwaffenakademie École de l’air im Jahr 1973 erhielt Tognini eine Ausbildung zum Kampfpiloten. Von 1974 bis 1981 diente er in der französischen Luftwaffe. 1982 kam er an die Empire Test Pilot School in Boscombe Down in Großbritannien. Nach seiner Ausbildung arbeitete er als Testpilot wieder in Frankreich.

## Astronautentätigkeit
1985 wurde Tognini als einer von sieben Finalisten von der französischen Raumfahrtbehörde CNES in ihr Astronautenkorps ausgewählt. Im August 1986 wurde er für die Ersatzmannschaft von Mir-Aragatz nominiert. Ab November 1986 bereitete er sich im Juri-Gagarin-Kosmonautentrainingszentrum im sowjetischen Sternenstädtchen auf diese Mission vor, um eventuell Jean-Loup Chrétien zu vertreten.
Von 1989 bis 1990 arbeitete er für das Hermes-Programm in Toulouse, Frankreich.
1991 kehrte er wieder nach Russland zurück um sich für seine erste Mission, Mir-Antares, vorzubereiten. Am 27. Juli 1992 startete Tognini an Bord von Sojus TM-15 zur Raumstation Mir. Nach 14 Tagen kehrte er mit Sojus TM-14 wieder zur Erde zurück.
1995 kam er zum Johnson Space Center nach Houston. Nach seiner Weiterbildung zum Missionsspezialisten arbeitete er in der Planungsabteilung für die Internationale Raumstation (ISS), für die Robotikabteilung und als Verbindungssprecher (CAPCOM) im Missionskontrollzentrum.
Am 23. Juli 1999 flog er an Bord der Raumfähre Columbia im Rahmen der Mission STS-93 ins All. Während der fünftägigen Mission wurde das Chandra-Röntgenteleskop ausgesetzt.
Im November 1999 wurde er ESA-Astronaut, Rückkehr zum europäischen Astronauten-Zentrum (EAC) in Köln, war aber weiter aktiver ESA-Astronaut.
Im Mai 2003 schied er als aktiver Astronaut aus dem Europäischen Astronautenkorps aus. Von Mai 2003 bis Dezember 2004 war er Chef-Astronaut der ESA und damit Leiter der Astronautenabteilung der Europäischen Weltraumorganisation (ESA). Von Januar 2005 bis zum 1. November 2011 war er Direktor des Europäischen Astronautenzentrums in Köln.

## Privates
Michel Tognini ist verheiratet und hat vier Kinder.